# 千葉県立実籾高等学校
千葉県立実籾高等学校（ちばけんりつ みもみこうとうがっこう）は、千葉県習志野市実籾本郷にある県立高等学校。略称は「実籾高校」。

## 設置学科
- 普通科

## 沿革
- 1983年（昭和58年）4月 - 開校

当初は県立習志野高等学校として計画されていたが、実籾本郷という地名を活かしてほしいという地域の要望（おもに土地提供者）により、実籾・本郷と2つの案が検討され、最終的には最寄の駅名である県立実籾高等学校に決定し、開設するに至った。また女子高としての設置も検討されていたが直前に共学に変更になった。1990年代には福祉コースの設置も検討されたが実現しなかった。旧来から女子比率の高いことも特徴である。射撃部は全国大会の常連で優勝経験も多い。学校そのものが、テレビアニメ『きんいろモザイク』の舞台であることから、多くのファンが学校周辺を聖地巡礼のために訪れている。日本大学生産工学部と高大連携協定を結んでおり、日本大学への進学が比較的多い傾向にある。

## 部活動
射撃部は、全国大会の常連で優勝経験も多い。
陸上部は、設立当初から順天堂大学スポーツ健康科学部（旧体育学部）とのつながりが強く、ＯＢ教員を通じた練習法などへの助言も得られるため、比較的良い成績を収めることが多い。県強化指定を受けている。
硬式野球部は、1993年全国高等学校野球選手権千葉大会で初となる4回戦進出を果たす。その年の高校野球ダイジェストでは、前年に強豪校に連勝して話題になった生浜高校の「生浜旋風」をもじって「実籾旋風」とも呼ばれた。2016年 第98回全国高等学校野球権千葉大会では、くじシードのため2回戦から登場となったが、18年振りとなる夏の大会勝利を収め３回戦進出し、今大会準優勝となる強豪相手に健闘し敗北した。また、今大会用いられた実籾高校独自の、投手が捕手へ・捕手が投手へ（市川-鈴木、鈴木-市川）と試合終盤でバッテリーを入替継投する、「バッテリー継投」が話題となり、Twitterやメディア、地方新聞、ネットニュースに大きく取り上げられた。

### 最寄駅
- 京成本線 実籾駅

## 著名な卒業生
- 阿部美穂子（タレント）
- 青木健志（フードファイター）
- 清宮佑美（モデル）
- 滝口ひかり（アイドル）
- トシダタカヒデ（お笑い芸人、スタミナパン）
- 西尾知之 (YouTuber)
- 松崎勝彦 (YouTuber)